# Hof Viehbrook
Der Hof Viehbrook ist ein Kulturdenkmal des Landes Schleswig-Holstein sowie ein ländliches Kultur-, Bildungs- und Erlebniszentrum. Er liegt zwischen Bornhöved und Neumünster in der Gemeinde Rendswühren.

## Geschichte
Der Hof wurde bereits im 17. und 18. Jahrhundert als Bauernstelle betrieben. 1875 wurden bestehende Gebäude teilweise ersetzt und erweitert. Der Hof wurde dann im 19. und 20. Jahrhundert als Bauernstelle mit Gastwirtschaft und Schmiede geführt. Durch Landwirtschaft und Tierhaltung versorgte er die Menschen der Umgebung mit Lebensmitteln, die auch in der Gastwirtschaft angeboten wurden. In der Schmiede wurden die Kutsch- und Ackerpferde beschlagen und Landmaschinen gebaut, repariert und instand gehalten. Sie war zugleich eine Stellmacherei, deren Wagenräder im ganzen Land bekannt waren. Die Schmiede war mit zwei Schmiedemeistern, zwei Gesellen und mehreren Lehrlingen ein relativ großer Betrieb. Sie wurde in ihrer jetzigen Form 1875 erbaut und ist der Nachfolger einer deutlich älteren Schmiede, die sich vorher an dem Standort befand. Bis in die 50er Jahre wurde sie geschäftlich betrieben, verlor ihre Bedeutung jedoch mit Aufkommen der industriellen Fertigung und dem technischen Fortschritt. Seit den 1960er Jahren wurde der Hof als landwirtschaftlicher Betrieb geführt und seit 1990 nur noch als Wohnhaus genutzt.

## Kulturdenkmal
Seit November 2008 ist der Hof Viehbrook ein Kulturdenkmal des Landes Schleswig-Holstein und steht unter Denkmalschutz. Die Gebäude wurden durch das Landesamt für Denkmalpflege und der Denkmalschutzbehörde des Kreises Plön als besonders schützenswert eingestuft. Die Gründe für die unter Denkmalschutzstellung des Hofes sind vielfältig. Zum einen befindet sich auf dem Hof eine historische Schmiede, in der sich auch heute noch die ursprüngliche Ausstattung befindet. Dazu zählen schmiedetypische Gerätschaften, wie die Esse und der Amboss, aber auch Maschinen von historischer Bedeutung. Ebenfalls auf dem Gelände befindet sich ein Backhaus. Backhäuser waren typisch für das norddeutsche Landleben. In ihnen wurde gebacken und gebraten. Das Hauptgebäude des Hofes wurde zu früheren Zeiten auf vielfältige Weise genutzt. Es besteht aus dem ehemaligen Gaststättengebäude, dem Wohnbereich, der alten Diele und den Stallgebäuden mit den Strohböden.

## Heutige Nutzung
Familie Voß kaufte im April 2008 den alten Familienhof und entwickelte für die Gebäude und das gesamte Gelände ein neues Nutzungskonzept. Zum damaligen Zeitpunkt war die alte Bauernstelle, die zu früheren Zeiten neben der Landwirtschaft auch eine Schmiede und eine Gastwirtschaft hatte, bereits 20 Jahre Resthof. Das Ziel war es aus der alten Bauernstelle ein modernes Ländliches Kultur-, Bildungs- und Erlebniszentrum zu machen. Für die neue Nutzung wurden die Gebäude komplett restauriert und umgebaut. Der Hof ist ein eingetragenes Kulturdenkmal und seit Juli 2009 Leuchtturmprojekt der AktivRegionen des Landes Schleswig-Holstein. Die neue Nutzung des alten Hofes ist eine Mischung aus Landwirtschaft, Pädagogik, Gastronomie, Freizeit und Tourismus. Auf dem Hof Viehbrook gibt es außerdem einen Selbstbedienungs-Hofladen nach dem MarktTreff-Konzept. Dieses Konzept steht für Nahversorgung und Lebensqualität im ländlichen Raum.

## Gastronomie und Tourismus

### Hofcafé/-resraurant „Magda Dora“
Schon zu früheren Zeiten, bis in die 1960er Jahre, gab es eine Gaststätte auf dem Hof. Das heutige Hofcafé und -restaurant befindet sich ebenfalls in den alten, nun komplett restaurierten Räumlichkeiten der Schankwirtschaft und ist nach der letzten Wirtin dieser benannt. Der Name „Magda Dora“ ist also ebenfalls historischen Ursprungs.

### Kochschule
Seit dem 1. September 2018 umfasst der Hof auch eine Kochschule. Im ersten Stock des Hauptgebäudes befindet sich der ca. 60 m² große Küchenbereich.

### Hochzeiten und Taufen
Auf dem Hof Viehbrook kann standesamtlich geheiratet werden. Das Trauzimmer befindet sich in der historischen Schmiede. Das Gebäude von 1875 wurde 2011 komplett restauriert und ist seit Mai 2012 eine Außenstelle des Standesamtes Bokhorst-Wankendorf.

### Übernachtungsmöglichkeiten
Auf dem Hof Viehbrook gibt es drei Gästezimmer und eine Ferienwohnung.
Die drei Gästezimmer sind jeweils 30 m² groß, ländlich modern eingerichtet und verfügen jeweils über ein Doppelbett. Die Ferienwohnung befindet sich im Obergeschoß des historischen Bauernhauses. Sie ist komplett restauriert.

## Pädagogik

### Kindergarten „Hofwichtel“
Ab dem 1. August 2019 gibt es auf dem Hof Viehbrook eine Naturkindergarten-Gruppe. Diese bietet unter der Trägerschaft der KITAnatura eG für 18 Kinder ab 3 Jahre einen Kindergartenplatz an. Die KITAnatura eG ist eine gemeinnützige Genossenschaft, die bundesweit die Trägerschaft für Natur-, Wald- und Bauernhofkindergärten übernimmt.

## Landwirtschaft
Auf dem Hof Viehbrook wird auf insgesamt 25 Hektar Landwirtschaft betrieben. Der Schwerpunkt liegt auf der Zucht alter vom aussterben bedrohter Haus- und Nutztierrassen, der Haltung von Robustrindern, dem Futteranbau und Ackerbau. Hinzu kommen die Wildgatter der Rahe Ranch mit Dam-, Rot- und Schwarzwild.

### Nutztier-Arche
Der Hof Viehbrook ist eine anerkannte Nutztier-Arche. Zu den bedrohten Nutztier-Rassen auf dem Hof gehören Moorschnucken, Thüringer Waldziegen und Bunte-Bentheimer-Schweine, Brakel-Hühner, Sundheimer Hühner und Deutsche Sperber. Als Fleischrinder werden Schottische Hochlandrinder auf dem Hof gehalten.

### FÖJ-Einsatzstelle
Seit 2010 ist der Hof Viehbrook als Einsatzstelle für das Freiwillige Ökologische Jahr anerkannt. Jedes Jahr absolviert ein junger Mensch dieses praktische Jahr auf dem Hof, das zugleich auch als Orientierungsjahr zwischen Schule und Berufsausbildung/Studium dienen soll. Im Mittelpunkt steht die Arbeit mit den Tieren und die Mitwirkung bei den pädagogischen Angeboten.